# Bulqan
Bulqan (azerbajdzjanska: Bulğan) är en ort i Azerbajdzjan.   Den ligger i distriktet Naxçıvan Şəhəri, i den sydvästra delen av landet, 400 km väster om huvudstaden Baku. Bulqan ligger 797 meter över havet och antalet invånare är 1 127.
Terrängen runt Bulqan är lite kuperad. Närmaste större samhälle är Nachitjevan, 3,6 km nordost om Bulqan.
Trakten runt Bulqan består till största delen av jordbruksmark. Runt Bulqan är det ganska glesbefolkat, med 48 invånare per kvadratkilometer.